# Okoličná na Ostrove
Okoličná na Ostrove (em húngaro: Ekel) é um município da Eslováquia, situado no distrito de Komárno, na região de Nitra. Tem 29,89 km² de área e sua população em 2018 foi estimada em 1.493 habitantes.

## Demografia
| Ano:        | 1994 | 2004   | 2014   | 2024   |
| ----------- | ---- | ------ | ------ | ------ |
| Broj ljudi: | 1461 | 1427   | 1512   | 1442   |
| Razlika:    |      | -2,32% | +5,95% | -4,62% |

| Ano:               | 2023 | 2024   |
| ------------------ | ---- | ------ |
| Número de pessoas: | 1451 | 1442   |
| Diferença:         |      | -0,62% |